# Living My Life (singolo)
 Living My Life  è un singolo della cantante giamaicana Grace Jones pubblicato nel 1983.

## Descrizione
Il brano, fu registrato originariamente per le sessioni di Living My Life, a cui per altro diede il titolo, ma all'ultimo momento non fu inserito nella tracklist finale dell'album, probabilmente per via del fatto che non si adattasse all'atmosfera reggae caraibica dell'album. 
Il brano venne scritto dalla stessa Jones e fu pubblicato su 45 giri solo come promo White label in alcuni paesi e come singolo ufficiale solo in Portogallo.
Sul lato b è presente una versione Dub del brano. 
Nel 1986 venne pubblicato un remix come lato B della ristampa di Love Is the Drug. Nessuna delle due versioni (Dub e Remix) è mai stata pubblicata su CD.

## Video musicale
Il video della canzone venne diretto da Jean-Paul Goude, all'epoca compagno della cantante e suscitò all'epoca alcune controversie per via di una scena in cui la Jones simula un suicidio mediante uno sparo alla tempia.

## Tracce
- 12" single (1983)

A. "Living My Life" – 7:34
B. "Living My Life" (Dub) – 4:15
- 12" promotional single (1983)

A. "Living My Life" – 7:34
B. "Living My Life" – 7:34